# Rio Cuntu
O Rio Cuntu é um rio da Romênia, afluente do Sebeş, localizado no distrito de Caraş-Severin.